# Jacques Fromont
Ne doit pas être confondu avec Jacques de Fromont.
Pour les articles homonymes, voir Fromont (homonymie).
Jacques Fromont né à Paris le 11 mars 1926 et mort à Saint-Bonnet-Tronçais le 4 janvier 2010, est un illustrateur français de livres pour la jeunesse pour le compte des éditions Hachette.

## Biographie
Dans les années 1950, Jacques Fromont travaille dans des périodiques pour la jeunesse comme Mireille ou Hurrah. Il illustre plusieurs livres de Geneviève de Magellan.
Dans les années 1960 et 1970, il illustre de nombreux romans aux éditions Hachette, principalement des romans d'Enid Blyton, et de Paul-Jacques Bonzon,.
Dans les années 1970, il illustre  chez Hachette plusieurs volumes de l'Encyclopédie de la jeunesse.

## Publications pour adultes

### Livres de Geneviève de Magellan[8]
- 1954 : Canicule à Paris
- 1955 : Marseille
- 1956 : Dix Minutes d'arrêt, pièce de théâtre (couverture seulement)[9]
- 1956 : Arc-en-ciel, place Blanche
- 1957 : Flashes[10].

## Publications pour la jeunesse

### Collection «Idéal-Bibliothèque», Hachette
Série Mystère d'Enid Blyton
- 1962 : Le Mystère du voleur invisible (no 299)
- 1963 : Le Mystère du pavillon rose (no 254)
- 1963 : Le Mystère de la maison vide (no 274)
- 1964 : Le Mystère du camp de vacances (no 262)
- 1964 : Le Mystère du chat siamois (no 272)
- 1965 : Le Mystère du sac magique (no 293)
- 1966 : Le Mystère de la maison des bois (no 313)
- 1967 : Le Mystère du chat botté (no 321)
- 1967 : Le Mystère du camion fantôme (no 328)
- 1968 : Le Mystère du collier de perles (no 337)
- 1968 : Le Mystère de la fête foraine (no 348)
- 1969 : Le Mystère du caniche blanc (no 352)
- 1969 : Le Mystère des enveloppes mauves (no 356)
- 1970 : Le Mystère de l'ennemi sans nom (no 366)
- 1970 : Le Mystère de la chaloupe verte (no 363)

Hors série
- 1963 : Mon grand ami Jan d'Elsie (no 249)
- 1964 : Les Sept Compères au bord de l'eau de Jean-François Norcy (no 257)
- 1964 : Le Manoir des cinq preux de Claude Voilier (no 260)
- 1965 : Sissi petite reine de Suzanne Pairault (no 284)

### Collection  «Bibliothèque rose», Hachette
Série La Famille Tant-Mieux d'Enid Blyton
- 1963 : La Famille Tant-Mieux (no 133)
- 1964 : La Famille Tant-Mieux en péniche (no 159)
- 1965 : La Famille Tant-Mieux en croisière (no 183)
- 1966 : La Famille Tant-Mieux à la campagne (no 210)
- 1967 : La Famille Tant-Mieux prend des vacances (no 240)
- 1968 : La Famille Tant-Mieux en Amérique (no 271)

Série La Famille HLM de Paul-Jacques Bonzon
- 1966 : La Famille H.L.M. et l'âne Tulipe
- 1966 : Le Secret de la malle-arrière
- 1966 : Les Étranges Locataires
- 1967 : Vol au cirque
- 1967 : L'Homme à la valise jaune
- 1968 : Rue des Chats-sans-queue
- 1968 : Le Marchand de coquillages
- 1968 : Luisa contre-attaque
- 1969 : Quatre chats et le diable
- 1969 : Le Perroquet et son trésor
- 1969 : Un cheval sur un volcan
- 1970 : Le Bateau fantôme
- 1971 : Le Secret du Lac Rouge
- 1972 : L'Homme à la tourterelle
- 1973 : La Roulotte de l'aventure
- 1974 : Slalom sur la piste noire
- 1975 : L'Homme aux souris blanches
- 1976 : Les Espions du X-35

Série Les 3 D de Georges Chaulet
- 1963 : Les 3 D à la chasse aux timbres
- 1963 : Les 3D à l'hôtel flottant

Hors série
- 1967 : Les Six cousins d'Enid Blyton (no 341)
- 1968 : Les Six cousins en famille d'Enid Blyton (no 334)
- 1972 : Les Débrouillards de Timpelbach de Henry Winterfeld no 11)

### Collection «Bibliothèque verte»,Hachette
- 1964 : Anne et le bonheur de Lucy Maud Montgomery (no 245)
- 1964 : Le Secret du baladin d'Elsie (no 253)
- 1965 : Le Champion d'Olympie de René Guillot (no 270)
- 1965 : Le Mystère de la cigogne jaune de Marc Soriano (no 273)
- 1975 : Les Vacances de Cécile (The Vine clad Hill) de Mabel Allan

### Collection «Spirale»,éditions G. P.
- 1974 : Les Jum's et le Cousin de Patagonie
- 1975 : Les Jum's rencontrent Zorro

### Collection «Les Albums roses»
- 1965 : Le Chien qui creusait des trous d'Enid Blyton
- 1965 : Le Gros Poisson d'Enid Blyton
- 1965 : La Petite Charrette d'Enid Blyton
- 1966 : Les Trois Petits Marins d'Enid Blyton
- 1966 : Le Chat qui jouait à cache-cache d'Enid Blyton
- 1967 : Le Collier de grand-mère d'Enid Blyton
- 1967 : Nos amis les oiseaux d'Enid Blyton

### Encyclopédie de la jeunesse, Hachette
- 1970 : Dis, raconte par Jacques Gabalda et René Beaulieu
- 1973 : C'est arrivé ce jour-là de Jacques Gabalda et René Beaulieu ; rééd. 1976 : Genève, Edito-service ; Évreux, diffusion Guilde du disque
- 1978 : Histoires et légendes de tous les temps de Jacques Gabalda et René Beaulieu
- 1978 : Histoires, récits et légendes de Jacques Gabalda et René Beaulieu

### Autres éditeurs
- 1959 : Les Aventures de Tom Sawyer de Mark Twain ; Édité par Messidor-La Farandole, collection : « 1000 épisodes »[11],[12].
- 1973 : Une toute petite chose, d'Enid Blyton ; coll. : « Contes de Mamie », éd. Hachette[13]
- 1973 : Les Trois Petits Marins d'Enid Blyton ; coll. : « Contes de Mamie », éd. Hachette